# Leiðarvísir

L'itinéraire de Nikulás de Munkathvera.

Le Leiðarvísir og borgarskipan est le récit de voyage décrivant le pèlerinage réalisé par l'abbé Nikulás de Munkaþverá  de l'Islande à Rome et à Jérusalem au milieu du XIIe siècle. L'itinéraire constitue un embranchement qui rejoint le tracé de la Via Francigena venant de Canterbury.

## Nikulás Bergsson
Nikulás Bergsson était un moine bénédictin. Il fit ce pèlerinage vers Rome et la Terre sainte entre 1151 et 1154 et rédigea sa chronique à son retour, à partir de  1155, année où il fut nommé abbé du monastère de Munkaþverá, au nord de l'Islande. Nikulás de Munkaþverá est mort en 1160.

## Le voyage
Parti d'Islande, Nikulás de Munkaþverá rejoint la Norvège par bateau puis entreprend sa descente vers le sud. Il atteint le Danemark. Il passe par la ville allemande de Stade, descend vers Mayence, Strasbourg et Bâle. Il traverse la Suisse et à Vevey il rejoint l'itinéraire de Sigeric, la Via Francigena. La route continue vers le Col du Grand-Saint-Bernard et descend par Aoste vers Rome. Le voyage continue ensuite vers les Pouilles et Brindisi, d'où il continue en bateau vers la Grèce, l'Asie mineure et Jérusalem,.

## Le document
Le texte original de Nikulás de Munkaþverá a été perdu. Il est connu par une transcription réalisée par le Père Óláfr Ormsson en 1387 dans le cadre d'une compilation de type encyclopédique qui rassemble divers documents islandais traitant de géographie, d'histoire et de médecine. Ce manuscrit porte la référence AM 194/8vo dans la collection Arnamagnaean à Copenhague. Une publication de 1821, Symbolae ad geographiam medii ævi, ex monumentis Islandicis, propose une édition bilingue, islandais/latin.

## Itinéraire

### Danemark
- Aalborg;
- Viborg;
- Hedeby.

### Allemagne
- Itzehoe;
- Stade;
- Première variante
  - Verden;
  - Nienburg;
  - Minden;
  - Paderborn;
  - Niedermarsberg, anciennement Horhausen ('Horus'), près de Marsberg[7];
  - 'Kiliandr', peut-être Caldern à Lahntal[7];
- Deuxième variante
  - Harsefeld;
  - Walsrode;
  - Hanovre;
  - Hildesheim;
  - Bad Gandersheim;
  - Fritzlar;
  - Arnsburg près de Lich[8];
- Troisième variante
  - Utrecht;
  - Cologne;
- Mayence;
- Worms;
- Speyer;

### France
- Seltz;
- Strasbourg;

### Suisse
- Bâle;
- Soleure;
- Avenches;
- Vevey;
- Saint-Maurice;
- Bourg-Saint-Pierre;

### Italie
- Col du Grand-Saint-Bernard;
- Étroubles;
- Aoste;
- Pont-Saint-Martin.
- Ivrée;
- Verceil;
- Pavie;
- Plaisance;
- Fidenza;
- Borgo Val di Taro;
- Crucis markaðr (?);
- Frackaskáli (?);
- Pontremoli;
- Mariogilldi (?);
- Santo Stefano di Magra;
- Marioborg (?);
- Luni;
- Kjóformunt (?)
- Lucques;
- Altopascio;
- Ponte a Cappiano;
- Sanctinusborg (Borgo San Genesio);
- Martinusborg (Borgo Marturi, aujourd'hui Poggibonsi);
- Semunt (Monte Maggio, au sud de Monteriggioni);
- Sienne;
- San Quirico d'Orcia;
- Acquapendente;
- Bolsena;
- Montefiascone;
- Viterbe;
- Sútarinn micli (?) ("grande Sutri");
- Sútarinn litli (?) ("petite Sutri");
- Monte Mario;
- Rome;
- Première variante
  - Tusculum;
  - Ferentino;
  - Ceprano;
  - Aquino;
  - Mont Cassin;
- Deuxième variante
  - Albano;
  - Terracine;
  - Fondi;
  - Gaète;
- Capoue;
- Bénévent;
- Siponto;
- Barletta;
- Trani;
- Bisceglie;
- Molfetta;
- Giovinazzo;
- Bari;
- Monopoli;
- Brindisi;